# Tephrosia onobrychoides
Tephrosia onobrychoides là một loài thực vật có hoa trong họ Đậu có nguồn gốc từ Texas , Louisiana , Arkansas , Oklahoma , Mississippi và Alabama ở Hoa Kỳ. Loài này được Nutt. miêu tả khoa học đầu tiên.